# Villa Arrigona
Villa Arrigona è uno storico edificio di San Giacomo delle Segnate, in provincia di Mantova.

## Storia e descrizione
Venne edificata su committenza del conte Pompeo Arrigoni, della nobile famiglia Arrigoni, all'architetto Antonio Maria Viani, già al servizio dei Gonzaga di Mantova.
La villa, composta di diversi corpi di fabbrica, fu dimora signorile di campagna e abitata di norma stagionalmente. Costruita su due piani con annesso oratorio tardo barocco, il parco e il terreno coltivato. La facciata è caratterizzata da un timpano che ricorda Palazzo Te, sotto del quale campeggia il grande stemma di famiglia in pietra.